# Râul Zlast
Râul Zlast este un curs de apă, afluent al râului Amaradia. 